# Aleksandr Portnov
Aleksandr Stalievitch Portnov (en russe : Александр Сталиевич Портнов), né le 17 septembre 1961 à Bakou, est un plongeur soviétique. 

## Biographie
Portnov a commencé à plonger dès l'âge de trois ans. D'abord encadré par son père, il a ensuite rejoint le Dynamo puis le Spartak de Minsk.
Il a remporté le titre olympique dès les Jeux de Moscou, en 1980, au tremplin 3 mètres, en s'imposant devant le Mexicain Carlos Girón. Il est l'un des quatre plongeurs soviétiques qui se soient imposés dans l'histoire des Jeux olympiques, les autres étant Vladimir Vasin, Elena Vaytsekhovskaya et Irina Kalinina.
Sa victoire a cependant fait l'objet d'une contestation de la part de ses adversaires, les juges l'ayant autorisé à refaire le cinquième saut au motif qu'il aurait été dérangé par le bruit venant du stade de natation. Cette contestation n'a pas abouti. 
Portnov a remporté le titre européen de la discipline en 1981 et la médaille de bronze du championnat du monde en 1982.
Il n'a pu participer aux Jeux olympiques de Los Angeles, en 1984, en raison du boycott de l'équipe soviétique. Présent à Séoul en 1988, il s'est classé dixième .Il a ensuite mis un terme à sa carrière.
Aleksandr Portnov a été fait Maître émérite du sport de l'URSS. Il est diplômé de l'Institut biélorusse de culture physique. 